# Anders Holmvén
Sven Anders Holmvén, född 26 september 1964,längd 1.90 cm 88 kg är en svensk fotbollstränare och tidigare allsvensk spelare (forward).
Holmvén gick 1985 från moderklubben Warta till Örgryte IS där han blev svensk mästare samma år och fick SM-medalj i sin debutsäsong, vann även inomhus SM 1988. Han är uppvuxen på Hisingen men spelade också i IFK Göteborg som junior. 1988 lämnade han Örgryte för att spela i Kalmar AIK div 1 (nuvarande superettan). Efter det spelade han i IS Halmia div 2 (nuvarande div 1) 1990. Han har även varit tränare i bland annat Qvidings damlag, A-lagstränare i Jitex damallsvenskan.
Holmvén bor i Göteborg.

## Klubbar
- IF Warta
- IFK Göteborg
- Örgryte IS
- Kalmar AIK
- IS Halmia